# Obična stjenica
Obična stjenica (lat. Cimex lectularius) vrsta je iz porodice Cimicidae. Glavni domaćini ove vrste su ljudi i jedna je od glavnih štetočina u svijetu.
Iako stjenice mogu biti zaražene s najmanje 28 ljudskih patogena, studije nisu pokazale da ih mogu prenositi na ljude. Pronađene su s MRSA i VRE bakterijama, ali značaj toga je nepoznat.
Istraživanja o mogućem prijenosu HIV-a, MRSA, hepatitisa B, C i E nisu pokazala da stjenice mogu širiti te bolesti. Međutim, postoje dokazi da mogu prenositi arboviruse.
Ugrizi stjenica mogu izazvati različite kožne manifestacije - od nevidljivih efekata do istaknutih plikova, uključujući osipe, psihološke efekte i alergijske simptome.

## Pojavnost i distribucija
Nalazi se diljem svijeta u gotovo svim područjima naseljenim ljudima. Danas se stjenice nalaze u raznovrsnim lokacijama - od bolnica i hotela do vlakova, brodova i zrakoplova. Najčešće putuju kao „slijepi putnici” u prtljazi.

## Životni ciklus
Ženka može položiti 2-3 jaja dnevno tijekom života od nekoliko mjeseci. Jaja se izlegu za 10 dana na sobnoj temperaturi. Stjenice prolaze kroz pet nezrelih stadija, svaki zahtijeva obrok krvi. Odrasla jedinka može živjeti do šest mjeseci između hranjenja.

## Otpornost
Neke populacije razvile su otpornost na insekticide, uključujući deltametrin otpornost zbog L925I alela natrijevog kanala.